# ماري لي (ممثلة)
ماري لي (بالإنجليزية: Mary Lee)‏ هي ممثلة أمريكية، ولدت في 24 أكتوبر 1924 في الولايات المتحدة، وتوفيت بنفس المكان في 6 يونيو 1996 بسبب مرض.

## وصلات خارجية
- ماري لي على موقع IMDb (الإنجليزية)
- ماري لي على موقع ميوزك برينز (الإنجليزية)
- ماري لي على موقع أول موفي (الإنجليزية)
- ماري لي على موقع قاعدة بيانات الفيلم (الإنجليزية)